# Goodgame Empire

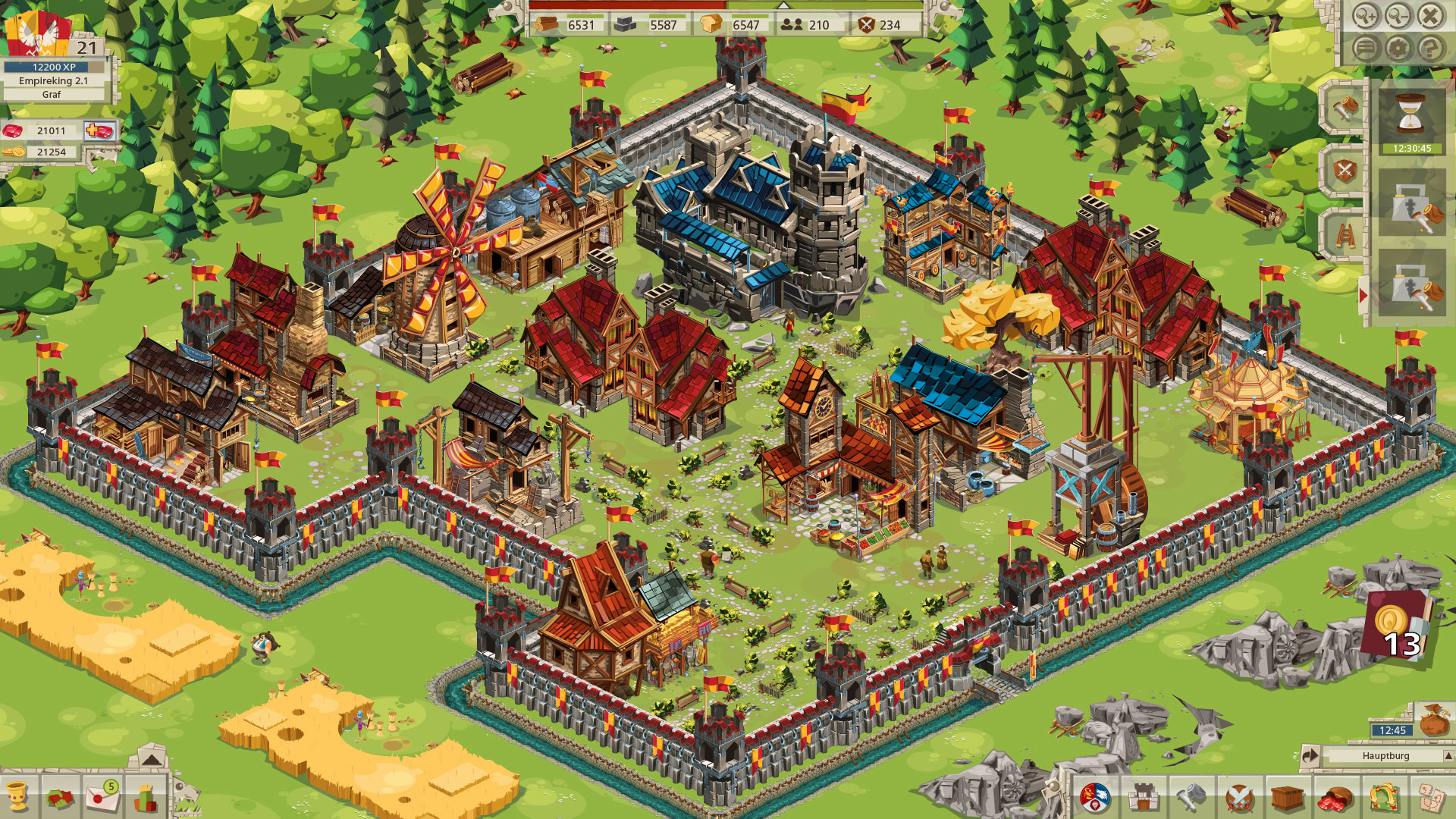
Zrzut ekranowy z rozgrywki

Goodgame Empire – przeglądarkowa gra strategiczna online, stworzona przez Goodgame Studios, wydana w sierpniu 2011 roku. Gra ma ponad 80 milionów zarejestrowanych graczy na całym świecie i jest dostępna w 25 językach. W 2013 roku wydano wersję na iOS i Androida.

## Rozgrywka
Goodgame Empire jest osadzone w średniowiecznym fantastycznym świecie[niewiarygodne źródło?]. Na początku gracze otrzymują mały zamek w krainie zwanej wielkim imperium, który od tego momentu będzie również centralnym miejscem rozgrywki. Naszym głównym celem jest kwestia rozbudowy, powiększenia i wyposażenia w budynki naszego zamku w celu generowania surowców, a tym samym zwiększania swoich wpływów w świecie gry. Aby to zrobić, gracze muszą rozwiązywać zadania, za które są nagrody, budować funkcjonującą gospodarkę, walczyć z wrogami kontrolowanymi przez komputer i innymi graczami oraz tworzyć sojusze z innymi graczami. W miarę postępów w grze gracze będą mieli możliwość podbijania posterunków. Są one następnie rozbudowywane, podobnie jak główny zamek.
Oprócz części ekonomicznej dostępna jest również część wojskowa, w której gracze rekrutują jednostki wojskowe. Służą one do obrony własnego zamku, plądrowania innych zamków i podbijania posterunków. Oprócz bezpośredniej walki dostępne są również szpiegostwo i sabotaż w różnej formie, takiej jak rozprzestrzenianie się epidemii czy podpalenie[niewiarygodne źródło?].
Gracze mogą grać samotnie lub tworzyć sojusze z innymi graczami. Takie sojusze pozwalają np. wymieniać się między sobą towarami, wspólnie planować strategie ataków czy chronić się przed najazdami[niewiarygodne źródło?].
W miarę postępu w grze gracz może odblokować więcej krain. W grze Goodgame Empire istnieje 70 głównych poziomów, a po poziomie 70 dostępnych jest 950 dodatkowych poziomów legendy.

## Empire: Four Kingdoms
Specjalnie opracowana aplikacja mobilna nazwana Empire: Four Kingdoms została wydana w 2013 roku na urządzenia mobilne z systemem iOS i Android. Pod względem treści gry przeglądarkowe Goodgame Empire i Empire: Four Kingdoms są w większości takie same, ale serwery obu gier są od siebie niezależne. Empire: Four Kingdoms ma obecnie ponad 70 milionów zarejestrowanych użytkowników. Narzędzie analityczne App Annie wymienia Empire: Four Kingdoms w latach 2013–2015 jako najlepiej sprzedającą się aplikację niemieckiego dewelopera na świecie.

## Model biznesowy
Goodgame Empire i Empire: Four Kingdoms są grami całkowicie darmowymi, więc każdy użytkownik może grać w grę za darmo i robić w niej postępy[niewiarygodne źródło?]. W grze istnieje możliwość zakupu rubinów. Rubiny to waluta w grze, za pomocą której kupuje się pewne funkcje – na przykład przyspieszanie procesów konstrukcyjnych, kupowanie budynków i jednostek premium lub kupowanie dodatkowych pakietów zasobów.

## Nagrody
| Rok  | Wydarzenie               | Produkt               | Kategoria                                |
| ---- | ------------------------ | --------------------- | ---------------------------------------- |
| 2014 | Europejskie Nagrody Gier | Goodgame Empire       | Najlepsza europejska gra przeglądarkowa  |
| 2014 | Europejskie Nagrody Gier | Empire: Four Kingdoms | Najlepsza europejska gra mobilna         |
| 2012 | Europejskie Nagrody Gier | Goodgame Empire       | Najlepsza europejska gra przeglądarkowa  |
| 2012 | BAM! Nagroda             | Goodgame Empire       | Najlepsza gra online lub społecznościowa |